# Templo do Angelus
O Templo do Angelus (em inglês:  Angelus Temple) é uma megaigreja pentecostal situada em Los Angeles e a sede internacional da Igreja do Evangelho Quadrangular. Atualmente está sob a liderança do Pastor Mattheww Barnett e da Pastora Caroline Barnett.

## História
A construção deu-se no ano de 1922, sendo o templo consagrado em 1923, pela evangelista fundadora Aimee Semple McPherson, no Echo Park, em Los Angeles, com a dedicação do templo, incluindo um auditório de 5.300 lugares.  
A pedra fundamental do templo contém a seguinte descrição "Dedicated unto the cause of inter-denominational and world wide evangelism. January first in the year of our Lord nineteen hundred and twenty three" ("Dedicado à causa do evangelismo interdenominacional e no mundo. Primeiro de janeiro no ano de Nosso Senhor, de mil novecentos e vinte e três"). 

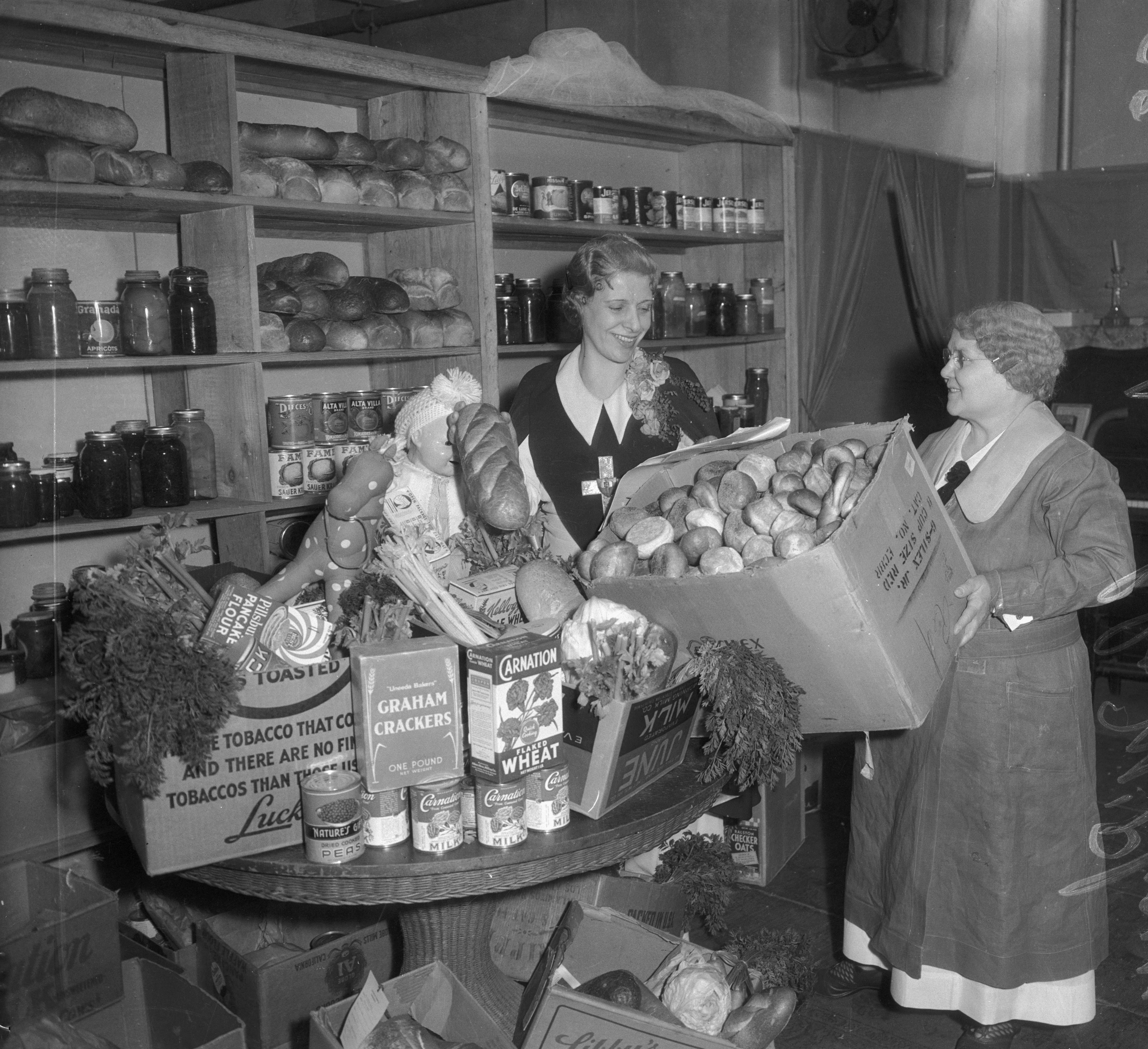
McPherson prepara cestas de Natal, 1935.

Em 1927, ela abriu um banco de alimentos e um refeitório perto da igreja distribuindo alimentos, roupas e cobertores. 
E uma renovação de 2002 deixou-o com uma capacidade menor, de apenas cerca de 3 500 assentos.
O templo foi designado, em 27 de abril de 1992, um edifício do Registro Nacional de Lugares Históricos bem como, na mesma data, um Marco Histórico Nacional.